# Langlete Station
Langlete Station (Langlete stasjon) er en jernbanestation på Rørosbanen, der ligger i Holtålen kommune i Norge. Stationen består af et spor, en perron med et læskur og en lille parkeringsplads. Stationen ligger lige ved Riksvei 30.
Stationen åbnede 16. januar 1877 sammen med strækningen mellem Røros og Singsås. Oprindeligt hed den Langlete ligesom i dag, men fra 1891 til april 1921 hed den Langletet. Den blev nedgraderet til trinbræt 1. maj 1958. 24. oktober 2009 blev den flyttet fra punktet 463,01 km til 463,77 km, så den kunne komme til at ligge på en lige strækning og få en længere perron.
Stationsbygningen blev opført til åbningen i 1877 efter tegninger af Peter Andreas Blix. Den blev revet ned i 1985. I sin tid havde stationen også remise og drejeskive. Lokomotiverne, der hjalp togene på stigningerne videre op til Tyvold, var stationeret her.